# L'Enfant du lac
L'Enfant du lac (Lost Boy) est un téléfilm américain réalisé par Tara Miele, et diffusé le 25 juillet 2015 sur Lifetime et en France le 21 avril 2016 sur TF1.

## Synopsis
Quand le fils kidnappé de Laura Harris revient après onze années dévastatrices, ce qu'elle pense être un rêve devenu réalité se trouve être un cauchemar familial.

## Fiche technique
- Réalisation : Tara Miele
- Scénario : Jennifer Maisel
- Durée : 88 minutes
- Pays :  États-Unis

## Distribution
- Virginia Madsen (VF : Déborah Perret) : Laura Harris
- Mark Valley (VF : Boris Rehlinger) : Greg Harris
- Matthew Fahey : Mitchell Harris
- Sosie Bacon (VF : Olivia Luccioni) : Summer Harris
- Jacob Buster : Jonathan Harris
- Carly Pope : Amanda
- Robert Carbo : Mitchell jeune
- Lillian Jones (VF : Geneviève Doang) : Summer à 6 ans
- Shani Atias (VF : Delphine Rivière) : Beth
- Joshua Burrow : Kyle
- Feodor Chin : Dan Chang
- Michael Esparza (VF : Gaël Zaks) : Stuart
- Nick Holmes : Patrick Kline
- Luke Oberhaus : Garçon mort
- Daniel Zealand et Jen Zealand : Figurants

 Source et légende : version française (VF) sur RS Doublage